# L'Enfant et les Sortilèges
Versions successives
Représentations notables
Personnages
Airs
- Arrière ! Je réchauffe les bons

L'Enfant et les Sortilèges est une fantaisie lyrique en deux parties composée par Maurice Ravel entre 1919 et 1925, en collaboration avec Colette qui en a écrit le livret (intitulé initialement Ballet pour ma fille). Il s'agit de la seconde et dernière fantaisie lyrique de Ravel, après L'Heure espagnole (1907).
Chef-d'œuvre d'orchestration, L'Enfant et les Sortilèges est parfois donné en version de concert en raison des contraintes techniques considérables de sa mise en scène. Il reste en outre rarement représenté dans le monde du fait de la difficulté de sa traduction depuis le français.
L'œuvre porte la référence M.71, dans le catalogue des œuvres du compositeur établi par le musicologue Marcel Marnat.

## Genèse
Ravel et Colette, âgés respectivement de 25 et 27 ans, se rencontrèrent pour la première fois en 1900 dans le salon musical de Marguerite de Saint-Marceaux que fréquentent également Claude Debussy et Gabriel Fauré. Le contact fut plutôt froid avec un Ravel intimidé dont Colette nota « [l'] air distant » et le « ton sec ». Cependant elle avoua éprouver pour sa musique un « attachement auquel le léger malaise de la surprise, l'attrait sensuel et malicieux d'un art neuf ajoutaient des charmes ». Quatorze années passèrent avant que les chemins des deux artistes ne se croisent à nouveau. En 1914, Colette fut sollicitée par Jacques Rouché, directeur de l'Opéra de Paris, pour écrire un livret de ballet-féerie. Elle rédigea alors en moins de huit jours un court poème en prose qu'elle intitula Ballet pour ma fille, et le présenta à un Rouché enthousiaste.

« Il aima mon petit poème, et suggéra des compositeurs dont j'accueillis les noms aussi poliment que je pus. — Mais, dit Rouché après un silence, si je vous proposais Ravel ? Je sortis bruyamment de ma politesse, et l'expression de mon espoir ne ménagea plus rien. — Il ne faut pas nous dissimuler, ajouta Rouché, que cela peut être long, en admettant que Ravel accepte… »

— Colette, 1939
Rouché avait vu juste : la genèse de l'œuvre fut longue et difficile. Ravel en accepta le livret mais dut bientôt partir pour le front, en 1916, près de Verdun.

« Où travaillait Ravel ? Travaillait-il ? Je n’étais point au fait de ce qu’exigeait de lui la création d’une œuvre, de la lente frénésie qui le possédait et le tenait isolé, insoucieux des jours et des heures. La guerre prit Ravel, fit sur son nom un silence hermétique, et je perdis l’habitude de penser à L’Enfant et les sortilèges. »

— Colette, 1941
L'année 1917, au cours de laquelle mourut la mère du compositeur, fut marquée par la composition du Tombeau de Couperin, seule œuvre composée au cours d'une période extrêmement douloureuse pour le musicien qui se mura dans l'isolement. Ce n'est qu'au début de 1919 que Ravel sortit de son silence :

« Chère Madame,
Dans le même temps que vous manifestiez devant Rouché le regret de mon silence, je songeais, du fond de mes neiges, à vous demander si vous vouliez encore d'un collaborateur aussi défaillant. L'état de ma santé est ma seule excuse : pendant longtemps, j'ai bien craint de ne pouvoir plus rien faire. Il faut croire que je vais mieux : l'envie de travailler semble revenir. Ici, ce n'est pas possible ; mais, dès mon retour, au commencement d'avril, je compte m'y mettre, et commencer par notre opéra. À la vérité, j'y travaille déjà : je prends des notes, sans en écrire une seule, je songe même à des modifications... N'ayez pas peur : ce n'est pas à des coupures ; au contraire. Par exemple : le récit de l'écureuil ne pourrait-il se développer ? Imaginez tout ce que peut dire de la forêt un écureuil, et ce que ça peut donner en musique ! Autre chose : que penseriez-vous de la tasse et de la théière, en vieux Wegwood (sic) noir, chantant un ragtime ? J'avoue que l'idée me transporte de faire chanter un ragtime par deux nègres à l'Académie Nationale de Musique. Notez que la forme, un seul couplet, avec refrain, s'adapte parfaitement au mouvement de cette scène : plaintes, récriminations, fureur, poursuite. Peut-être m'objecterez-vous que vous ne pratiquez pas l'argot nègre-américain. Moi qui ne connais pas un mot d'anglais, je ferais comme vous : je me débrouillerais. Je vous serais reconnaissant de me donner votre opinion sur ces deux points, et de croire, chère Madame, à la vive sympathie artistique de votre dévoué
Maurice Ravel »

— Lettre à Colette, 27 février 1919.
Après que Raoul Gunsbourg, directeur de l'Opéra de Monte-Carlo, lui eut fait signer un contrat, Ravel se mit activement au travail. L’œuvre, achevée en 1924, fut créée le 21 mars 1925 à l'Opéra de Monte-Carlo sous la direction du chef d'orchestre et compositeur Victor de Sabata.

## Composition
L’œuvre est écrite pour un orchestre symphonique auquel s'ajoutent une flûte à coulisse, des crotales, un fouet, une crécelle, une râpe à fromage, des wood-blocks, un éoliphone (imitation du vent) et un luthéal.
Les divers moments, les sortilèges qui font vivre les meubles et parler les animaux, sont en fait des pastiches de divers styles de musique : par exemple, pour le fauteuil et la bergère, un menuet à l'harmonie dissonante, ou un mouvement de polka pour l'arithmétique.

## Création
L'œuvre fut créée le 21 mars 1925 à l'Opéra de Monte-Carlo, sous la direction orchestrale de Victor de Sabata avec Marie-Thérèse Gauley dans le rôle de l'Enfant (au lieu de Fanny Heldy initialement prévue mais empêchée), dans une chorégraphie de George Balanchine et avec des décors d'Alphonse Visconti (1856-1941).
La première parisienne eut lieu le 1er février 1926 à l'Opéra-Comique, sous la direction orchestrale d'Albert Wolff, avec Marie-Thérèse Gauley dans le rôle de l'Enfant.
L'opéra arriva en Belgique le 11 février 1926, à La Monnaie à Bruxelles, sous la direction orchestrale de Léon Molle, avec Livine Mertens dans le rôle de l'Enfant.
La première représentation à l'Opéra de Paris se tint le 17 mai 1939, sous la direction orchestrale de Philippe Gaubert, avec Jacqueline Courtin dans le rôle de l'Enfant, avec une chorégraphie et mise en scène de Serge Lifar et des décors et costumes de Paul Colin.

## L'histoire

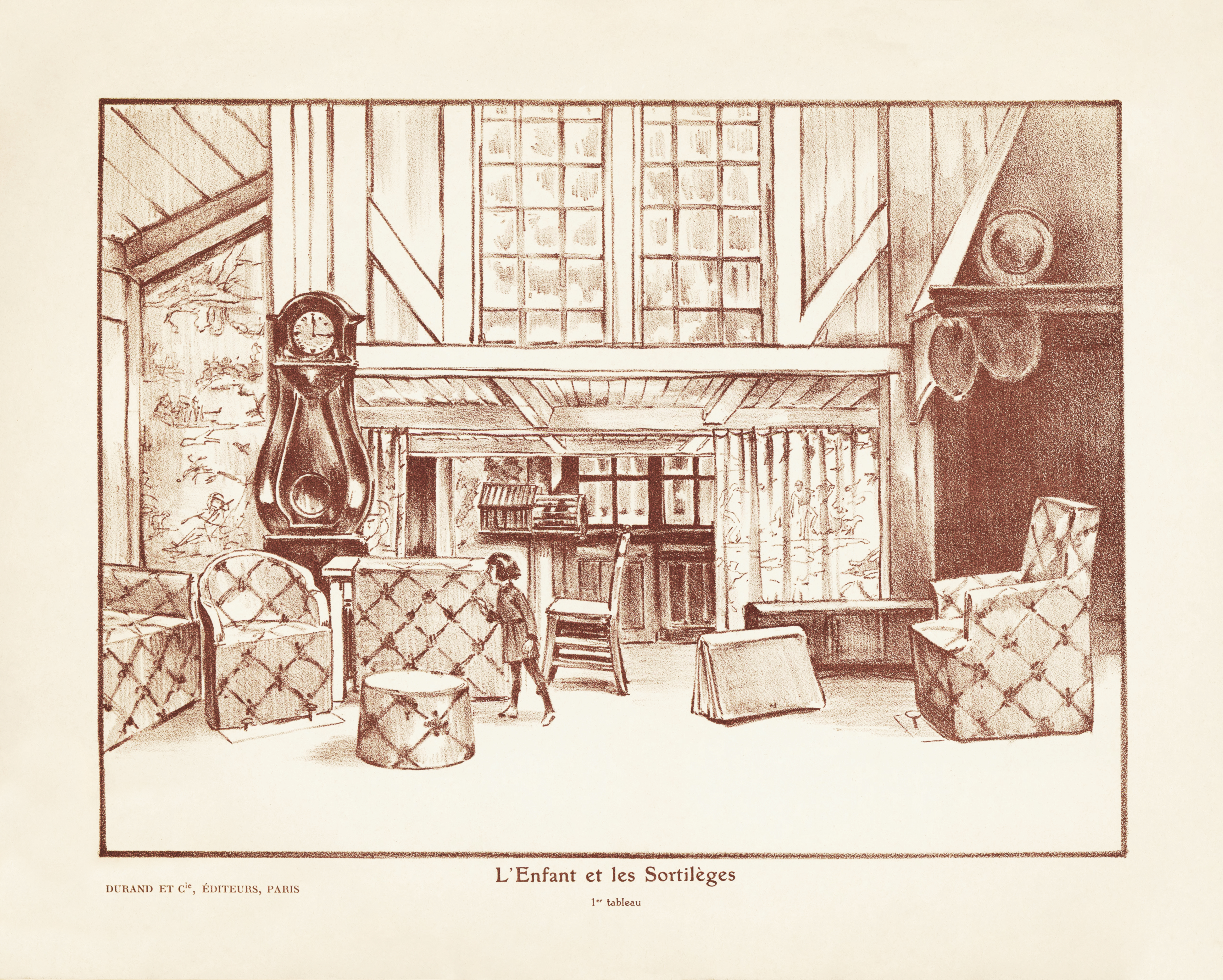
1^{er} tableau, décors d'Alphonse Visconti, Opéra de Monte-Carlo (1925)

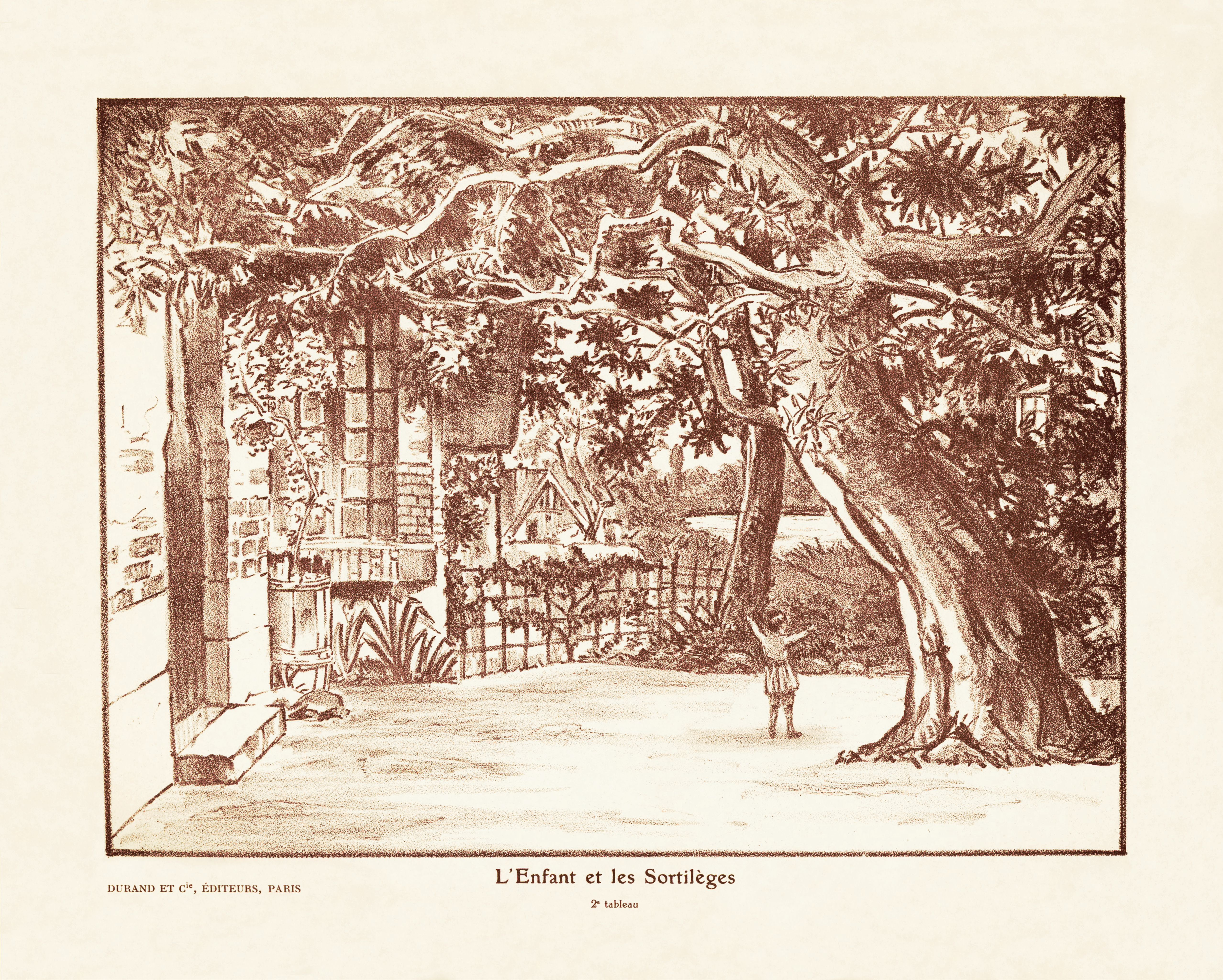
2^{e} tableau, décors d'Alphonse Visconti, Opéra de Monte-Carlo (1925)

Dans une vieille maison de campagne, au beau milieu de l'après-midi, un enfant de sept ans est assis, grognon, devant ses devoirs d'école. La mère entre dans la pièce et se fâche devant la paresse de son fils. Puni, il est saisi d'un accès de colère : il jette la tasse chinoise et la théière, martyrise l'écureuil dans sa cage, tire la queue du chat ; il attise la braise avec un tisonnier, renverse la bouilloire ; il déchire son livre, arrache le papier peint, démolit la vieille horloge. « Je suis libre, libre, méchant et libre !… » Épuisé, il se laisse tomber dans le vieux fauteuil… mais celui-ci recule. Commence alors le jeu fantastique. Tour à tour, les objets et les animaux s'animent, parlent et menacent l'enfant pétrifié. Dans la maison, puis dans le jardin, les créatures exposent une à une leurs doléances et leur volonté de vengeance. Alors que l'enfant appelle sa maman, toutes les créatures se jettent sur lui pour le punir. Mais avant de s'évanouir, il soigne un petit écureuil blessé dans le tumulte. Prises de regret, les créatures lui pardonnent et le ramènent à sa mère en l'appelant en chœur avec lui. L’œuvre se termine par les deux syllabes chantées par l'enfant : « maman ».

## Rôles
| Les personnes - Un pâtre, soprano - Une pastourelle, soprano - La Princesse, soprano - L'Enfant, mezzo-soprano - Maman, contralto - Le Petit Vieillard, trial | Les animaux - Le Rossignol, soprano - La Chauve-Souris, soprano - L'Écureuil, mezzo-soprano - La Chatte, mezzo-soprano - La Libellule, contralto - La Rainette, ténor - Le Chat, baryton | Les objets - La Bergère, soprano - La Tasse chinoise, contralto - La Théière, ténor - L'Horloge comtoise, baryton - Le Fauteuil, basse - Un chêne, basse - Le Feu, soprano colorature |

Différents chœurs représentent également les Pastoures, les Pâtres, les Rainettes, les Loups, le Banc, le Canapé, le Pouf, la Chaise de paille et les Chiffres.

## Orchestre
| Instrumentation de L'Enfant et les Sortilèges |
| Bois |
| 2 flûtes, petite flûte, 2 hautbois, cor anglais, 1 petite clarinette en mi , 2 clarinettes en si , clarinette basse en si , 2 bassons, contrebasson                             |
| Cuivres |
| 4 cors en fa, 3 trompettes en ut, 3 trombones, tuba |
| Percussions |
| 3 timbales, xylophone, triangle, caisse claire, tambourin, crotales, cymbales, grosse caisse, tam-tam, fouet, crécelle, wood-block, râpe à fromage, flûte à coulisse, éoliphone |
| Claviers / cordes pincées |
| Piano-luthéal, harpe, célesta |
| Cordes |
| Premiers violons, seconds violons, altos, violoncelles, contrebasses |

## Analyse
L'Enfant et les Sortilèges est une succession de tableaux indépendants mêlant une multitude de genres musicaux, du jazz au foxtrot en passant par un ragtime, une polka, un duo miaulé, une valse et, en conclusion, une pièce chorale. Ce fut pour Ravel l'occasion de démontrer l'ampleur de son génie orchestral, déployant toute sa palette et ayant recours, pour traduire les onomatopées dont regorge le livret de Colette, à des instruments pour le moins inhabituels : râpe à fromage, crécelle à manivelle, fouet, crotales, wood-block, éoliphone, flûte de lotus. Plus proche des actuelles comédies musicales que d'un opéra, L'Enfant et les Sortilèges est une œuvre sans équivalent dans le répertoire ravélien. Il exprime la sensibilité du compositeur en même temps que son goût pour la féerie et la minutie de son orchestration. Son art s'accommode à merveille avec l'humour et le non-conformisme de Colette. Mais comme souvent avec les œuvres singulières, l'accueil fut mitigé lors de la création, le 21 mars 1925, devant le public monégasque. Pourtant, le succès de cet opéra, aussi bien auprès des enfants que des adultes (car les niveaux d'interprétation sont nombreux), ne s'est jamais démenti depuis.

## Numéros
| Tableau I - « J'ai pas envie de faire ma page ! » - L'enfant - « Bébé a été sage ? » - Maman - « Ça m'est égal ! » - L'enfant - « Votre serviteur humble, Bergère » - La bergère et le fauteuil - « Ding, ding, ding, ding » - L'horloge comtoise - « How's your mug ? » - La théière - « Keng-ça-fou, mah-jong » - La tasse chinoise - « Oh ! Ma belle tasse chinoise ! » - L'enfant - « Arrière ! Je réchauffe les bons » - Le feu - « Adieu, pastourelles ! » - Pastouraux et pastourelles - « Ah ! C'est elle ! » - L'enfant et la princesse - « Toi, le cœur de la rose » - L'enfant - « Deux robinets coulent dans un réservoir ! » - Le petit vieillard et les chiffres - « Oh ! Ma tête ! » - L'enfant - « Duo miaulé » - Les chats | Tableau II - « Musique d'insectes, de rainettes, etc. » - Le chœur des animaux - « Ah ! Quelle joie de te retrouver, Jardin ! » - L'enfant - « Nos blessures ! » - Les arbres - « Où es-tu, je te cherche... » La libellule - Ronde des chauves-souris : « Rends-la moi... Tsk, Tsk... » La chauve-souris - Danse des rainettes - « Sauve-toi, sotte ! Et la cage ? La cage ? » - L'écureuil - « Ah ! C'est l'enfant au couteau ! » - Ensemble - « Il a pansé la plaie... » - Ensemble - « Il est bon, l'enfant, il est sage » - Ensemble - « Maman » - L'enfant |

## Les manuscrits deL'Enfant et les Sortilèges
Le manuscrit autographe complet de la partition d'orchestre, de 164 pages, ni daté ni signé, se trouvait dans les archives des éditions Durand qui le prêtèrent à deux reprises en 1950 pour une exposition au foyer de l'Opéra-Comique à l'occasion du cinquantenaire des débuts littéraires de Colette et du 75e anniversaire de naissance de Maurice Ravel puis en 1975 à la Bibliothèque nationale à l'occasion du centenaire de naissance de Maurice Ravel. Ce manuscrit est désormais conservé aux Archives du Palais princier de Monaco.
Le manuscrit autographe complet de la version pour voix et piano, de 75 pages, daté et signé « Divers lieux, 1920-25 », qui provient des archives de Lucien Garban, est conservé dans la Robert Owen Lehman Collection en dépôt à la Morgan Library de New York.
Le manuscrit du livret de Colette n'est pas localisé. Une page en fut reproduite en facsimilé par Hélène Jourdan-Morhange.

## L'Enfant et les Sortilègesdans le domaine public en France en 2033
En vertu de la législation française sur le droit d’auteur et le domaine public, notamment de la Loi Lang du 3 juillet 1985, l’œuvre entre dans le domaine public en France le 1er mai 2033 : soit 70 ans après le premier janvier suivant la mort de Colette (1954), puisque dans le cas d’une œuvre de collaboration comme L’Enfant et les Sortilèges la base de calcul se fait en fonction de la date de décès la plus tardive des collaborateurs et il convient également d’ajouter les prorogations au titre de la Seconde Guerre mondiale soit 8 ans et 120 jours, soit un total de 108 ans de protection depuis la fin de composition et création de l’œuvre en 1925,,,.

### Discographie sélective
- 1948 : Ernest Bour (direction musicale), Orchestre national de la radiodiffusion française, avec Nadine Sautereau, Denise Scharley, André Vessières, Joseph Peyron, Martha Angelici
- 1954 : Ernest Ansermet (direction musicale), Orchestre de la Suisse romande, avec Flore Wend, Suzanne Danco, Hugues Cuenod (Decca Records)
- 1961 : Lorin Maazel (direction musicale), Chœur et Maîtrise de l'O.R.T.F., Orchestre national de la radiodiffusion française, avec Françoise Ogéas, Jeannine Collard, Jane Berbié, Sylvaine Gilma, Colette Herzog, Michel Sénéchal, Camille Maurane, Heinz Rehfuss (Deutsche Grammophon)
- 1987 : Armin Jordan (direction musicale), Chœur et Orchestre de la Suisse romande, Manécanterie du Conservatoire de Genève, avec Colette Alliot-Lugaz, Arlette Chedel, Isabelle Garcisanz, Audrey Michael, Élizabeth Vidal, Michel Brodard, Philippe Huttenlocher, Michel Sénéchal (Erato)
- 1992 : Alain Lombard (direction musicale), Orchestre national Bordeaux Aquitaine, Chœur du Grand Théâtre de Bordeaux, chœur d'enfants du Conservatoire de Bordeaux, avec Martine Mahé, Arlette Chedel, Magali Damonte, Michèle Lagrange Élizabeth Vidal, Marc Barrard, Vincent Le Texier, Leonard Pezzino (Auvidis Valois)
- 2008 : Simon Rattle (direction musicale), Orchestre philharmonique de Berlin, avec Annick Massis, François Le Roux, Jean-Paul Fouchécourt, José Van Dam, Magdalena Kožená, Mojca Erdmann, Nathalie Stutzmann, Sophie Koch (EMI Music)